# Alpenklassieker 2002
De Alpenklassieker (Frans: Classique des Alpes 2002) was een jaarlijkse eendagswielerwedstrijd waarvan de 12e editie plaatsvond op zaterdag 8 juni 2002 over een afstand van 164 kilometer. De laatste Alpenklassieker was in 2004. 
Het peloton kreeg zes belangrijke beklimmingen voor de wielen: the Côte de Saint Pierre de Chartreuse, Col du Grand Cucheron, Col du Granier, Col des Près, Col de Plainpalais en Col du Revard. De organisatie besloot de afdaling van de Col des Mille Martyrs te schrappen vanwege de hevige regenval in de dagen voorafgaand aan de race. Aanvankelijk bedroeg de race-afstand 197 kilometer. Slechts 34 renners bereikten de eindstreep, met Bert Scheirlinckx (België) als laatste op ruim 26 minuten van de winnaar.
De juniorenwedstrijd ging over 90  kilometer en werd gewonnen door de Fransman Florian Vachon in 2 uur, 34 minuten en 18 seconden, vóór Gianni Meersman (België) en Lars Boom (Nederland).

## Uitslag
| rang | renner                 | land       |
| ---- | ---------------------- | ---------- |
| 1    | Santiago Botero        | Colombia   |
| 2    | Óscar Sevilla          | Spanje     |
| 3    | Jørgen Bo Petersen     | Denemarken |
| 4    | José Enrique Gutiérrez | Spanje     |
| 5    | David Moncoutié        | Frankrijk  |
| 6    | Jean-Cyril Robin       | Frankrijk  |
| 7    | Aitor Kintana          | Spanje     |
| 8    | Nicolas Vogondy        | Frankrijk  |
| 9    | Felix García Casas     | Spanje     |
| 10   | Lennie Kristensen      | Denemarken |

1991 · 1992 · 1993 · 1994 · 1995 · 1996 · 1997 · 1998 · 1999 · 2000 · 2001 · 2002 · 2003 · 2004